# Paul-Aloïse De Bock
Pour les articles homonymes, voir Bock (homonymie).
Paul-Aloïse De Bock (1898-1986) est un avocat et un écrivain belge de langue française.
Il obtint le prix Victor Rossel en 1953 pour le recueil de nouvelles Terres basses.

## Œuvres
- Terres basses, 1953
- L'Antichambre, 1954
- L'Écume et le Soc, 1954
- Les Mains dans le vide, 1955
- Litanies pour des gisants, 1956
- Le Monologue conjugal, 1957
- Les Chemins de Rome, 1961
- Paul Delvaux, l'homme, le peintre, 1967
- Le Sucre filé, 1976
- Le Pénitent, 1981